# باشگاه فوتبال اپسوم و اول
باشگاه فوتبال اپسوم و اول (به انگلیسی: Epsom & Ewell Football Club) یک باشگاه فوتبال در شهر اپسوم، کشور انگلستان است که در سال ۱۹۶۰ میلادی تأسیس شده‌است.